# Ludwig Kakumei
A Ludwig Kakumei (ルードヴィッヒ革命 – Ludwig Revolution) egy goth horror manga, alkotója Juki Kaori. A történet először a Hana to Jume magazinban jelent meg, majd később kötet formájában is kiadták.
A manga fejezeteiben klasszikus Grimm történetek elevenednek meg kicsavart formában.
Magyarországon a manga egy része mint rajongói fordítás érhető el.

## Cselekmény
Ludwig herceg apja megelégelte fia kétes nőügyeit, és válaszút elé állítja fiát. Vagy keres magának egy tisztességes feleséget, vagy elbúcsúzhat a koronától és az örökségétől. Így hát a herceg és hű szolgája, Wilhelm, felkerekednek, hogy menyasszonyt keressenek.

### Történetek
- Hófehérke
Ludwig első útja a szomszéd királyságba vezet. Az ottani hercegnő szépségéről legendákat zengenek. Azt mondják, hogy a bőre fehér akár a hó, ajkai vörösek akár a vér, a haja pedig fekete akár az ében. De a mesék arról már nem szólnak, hogy a hercegnőnek a szíve is olyan sötét, akár a gyönyörű haja.
- Piroska és a farkas
Egy történet Ludwig és Wilhelm gyermekkorából, amiből kiderül, hogy Piroska valójában hogyan is tett szert piros kabátjára.
- Csipkerózsika
Ludwig és Wilhelm egy tövisekkel borított kastély felé veszik az irányt, ahol a történetek szerint egy gyönyörű hercegnő alussza örök álmát.
- Kékszakáll
Kékszakáll története kicsit másképpen, ahol szintén nem minden az, aminek látszik. És még a kék szakáll sem valódi.

## Japán megjelenés
A sorozat történetei folyamatosan jelentek meg 1999 és 2004 között a Hana to Jume, a Becuhana és a Melody magazinban, majd kötet formájában 2004-ben.
Tankoubon (A5-ös méret)
| Év   | Cím            | ISBN kód           |
| ---- | -------------- | ------------------ |
| 2004 | Ludwig Kakumei | ISBN 4-592-17095-4 |

## Szereplők
Ludwig
Az ifjú herceg a trón várományosa, ésszel és szépséggel egyaránt megáldott. Emellett végtelenül nárcisztikus, önző, egy igazi playboy nekrofil hajlamokkal.
Wilhelm
A herceg hűséges szolgája, akit Ludwig lépten-nyomon kihasznál. Kissé talán naivan hisz mindenkinek, de ő az egyetlen, aki megérti Ludwig elszigetelt magányát.